# Deinypena pallidior
Deinypena pallidior är en fjärilsart som beskrevs av Holland 1920. Deinypena pallidior ingår i släktet Deinypena och familjen nattflyn. Inga underarter finns listade i Catalogue of Life.